# GPhoto
gPhoto est une application et une bibliothèque pour l'utilisation d'appareils photos numériques. En plus de rapatrier les photos, gPhoto permet d'en envoyer et, selon les capacités de l'appareil, de contrôler la configuration ou la capture.
gPhoto est un logiciel libre disponible sous la licence publique générale limitée GNU. Il fonctionne sur GNU/Linux, BSD, et autres systèmes d'exploitation apparentés à Unix.

## Bibliothèque et fonctionnalités
La bibliothèque libgPhoto2 gère plus de 2400 types d'appareils photo et de lecteurs multimedia avec le support des protocoles Picture Transfer Protocol et Media Transfer Protocol.
Si le nombre d'appareils gérés augmente toutes les semaines, de nombreux appareils photo ne sont toutefois pas encore ou que partiellement supportés par gPhoto. Dans la majorité des cas cependant, elle peut gérer la carte mémoire en tant que mémoire de masse d'USB (USB Mass Storage), qui est généralement supporté par le système d'exploitation.
Il est possible, grâce à cette bibliothèque, de contrôler à distance sur certains de ces appareils les paramètres de prise de vue, de prendre des photos et même sur certains, d'avoir une prévisualisation en temps réel à l'écran de ce que capturera l'appareil photo.
Des exemples de ces utilisations sont fournis avec les sources de la bibliothèque.

## Bindings
Cette bibliothèque a un binding au langage Python appelé piggyphoto et un support expérimental ptp pour win32 et CDHK appelé PiggyPTP.
Il existe aussi un binding en langage Java appelé gphoto2-java.

## Applications utilisant libgphoto

### Du projet Gphoto
L'application gphoto2, qui s'utilise en ligne de commande, a été développée par l'équipe de gphoto, elle permet d'utiliser la majorité des fonctions de libgphoto, et de scripter ces actions.
L'application GTKam est quant à elle une interface graphique qui utilise le tookit GTK. Elle permet également d'agir sur tous ces paramètres, d'avoir une prévisualisation en temps réel sur les appareils le permettant, et de prendre des photographies.

### Applications tierces
On peut contrôler les paramètres de prises de vue avec Darkroom, Entangle, Magic Lantern (en langage python) ou Stop-Motion Capture (en java).
Il est également possible, si le firmware de l'appareil photographique le permet, d'avoir une prévisualisation en temps réel à l'écran de ce que prendra l'appareil avec digiKam, Entangle, Magic Lantern ou Stop-Motion Capture, permettant ainsi d'avoir un banc-titre complet, ou encore de prendre des photos à intervalles réguliers (timelaps). Un projet d'intégration à l'outil  Linux StopMotion est actuellement en cours (voir canal IRC de freenode.net, #stopmotion).
Le projet EOS Camera Movie Record a pour but de prendre des vidéos en utilisant le mode prévisualisation des appareils photo le supportant. Des paramètres Canon étant en dur dans le programme empêchent de l'utiliser avec d'autres marques d'appareils, mais ce logiciel étant libre, il est possible de l'adapter à d'autres marques.
D'autres clients permettent uniquement de gérer les photos contenues sur la carte de l'appareil, comme DigiKam pour KDE et Shotwell pour gnome GNOME. gThumb et F-Spot permettent également de récupérer les photos depuis les appareils, grâce à gphoto, mais indirectement via la bibliothèque GVFS.